# Colt’s Manufacturing Company
Colt’s Manufacturing Company (CMC) (Кольт Меньюфекчеринг Компани) — компания - производитель огнестрельного оружия, в том числе очень популярных американских пистолетов и револьверов под объединённым названием Кольт. Компания расположена в Хартфорде, штат Коннектикут США. Производит оружие для армейских и полицейских структур, спортивные и охотничьи ружья и винтовки. 24 мая 2021 года компания была приобретена за 220 миллионов долларов чешской оружейной холдинговой компанией Colt CZ Group.

## История
Основанное в 1836 году Сэмюэлем Кольтом предприятие Colt’s Patent Firearms Manufacturing Company в 1842 году объявило о банкротстве и не производило револьверы в течение пяти лет, но эффективность и дизайн этого оружия стали очевидными для Техасских рейнджеров, и они сделали заказ на 1000 больших револьверов, известных в дальнейшем как Colt Walker, дав возможность компании для дальнейшего развития. Армия США на тот момент также разыскала молодого предпринимателя и заказала ещё больше револьверов. За 173 года произведено 30 млн единиц оружия
С 25 января 1986 года на предприятии началась 4-летняя забастовка рабочих, что привело к потере контрактов и банкротству вплоть до 1994 года, когда компанию приобрёл новый собственник — группа Zikha.
В 2002 году фирма провела реорганизацию — было выделено подразделение Colt Defense LLC, которое специализировалось на поставках оружия для силовых структур, в то время как Colt’s Manufacturing Company работала на гражданском рынке.
Но в 2013 году предприятие было вынуждено заняться сокращением расходов и оптимизацией лицензионной политики, и эти компании снова были объединены под маркой Colt Defense LLC.
С 2011 года государственные заказы резко сократились, но прибыль всё ещё превышала 200 млн долл.
Однако в 2014 году компания потеряла контракт на поставку винтовок М4 для армии США. Кроме того, финансовая политика, проводимая собственником, привела к неуклонному росту долгов. В 2015 году объём активов компании оценивался в 500 млн долл., и в ту же сумму оценивалась её задолженность, при этом более 260 млн долл. должны были быть оплачены до 2017 года.
24 мая 2021 года компания была приобретена за 220 миллионов долларов чешской оружейной холдинговый компанией Colt CZ Group.

## Продукция
- пистолеты и револьверы
- Серии самозарядных и автоматических винтовок AR-15, M16, M4 и другие варианты на их основе
- Дополнительное оборудование и аксессуары для оружия

## Показатели деятельности
- 1994 — 19 000 ед. M4
- 1996 — 16 000 ед. M4
- 1997 — 6000 ед. M4
- 1998 — 32 000 ед. M4 (крупнейший контракт за 10 лет)